# Hofmann & Czerny

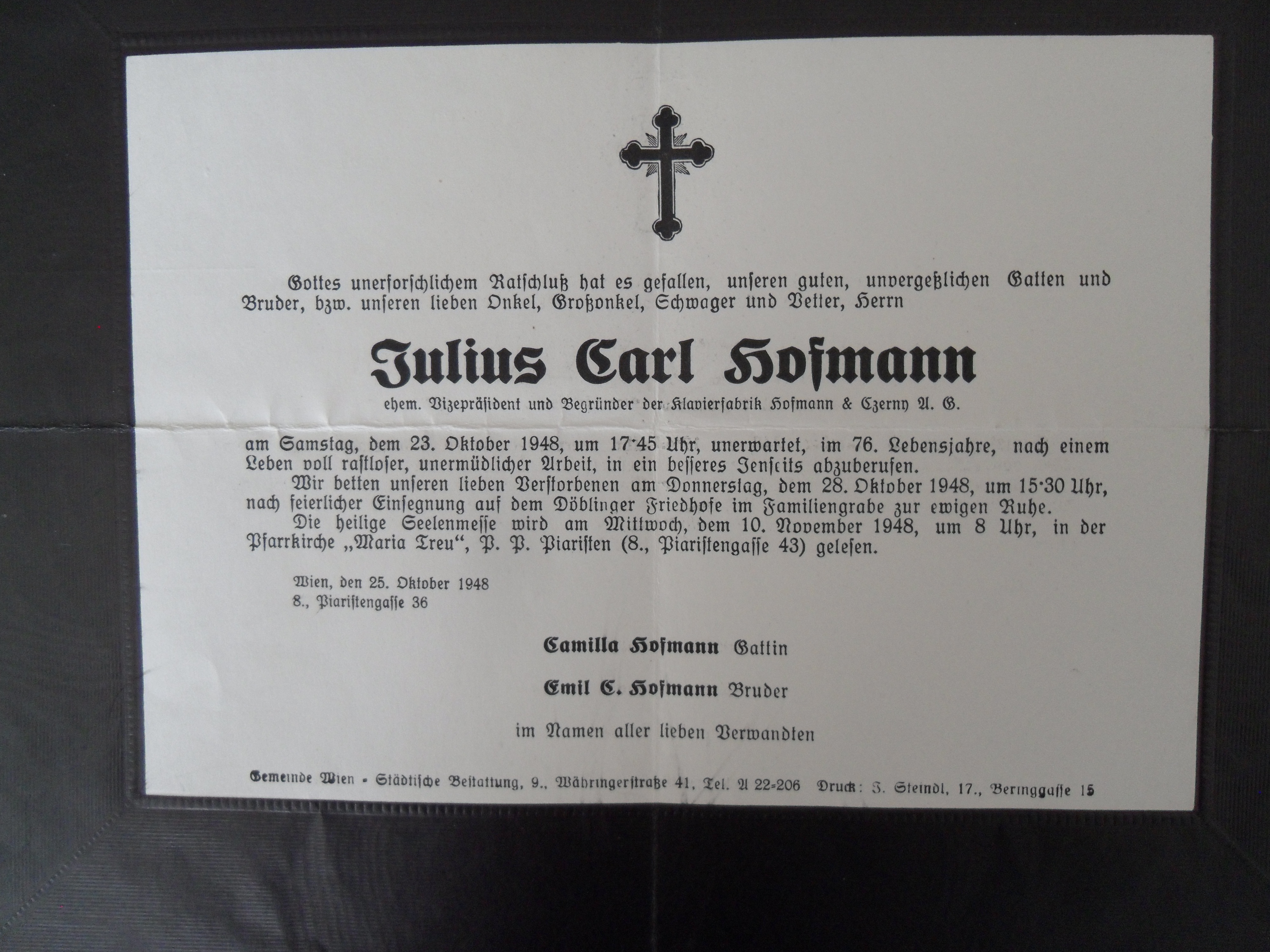
Parte des Gründers der Firma Hofmann & Czerny, Julius Carl Hofmann

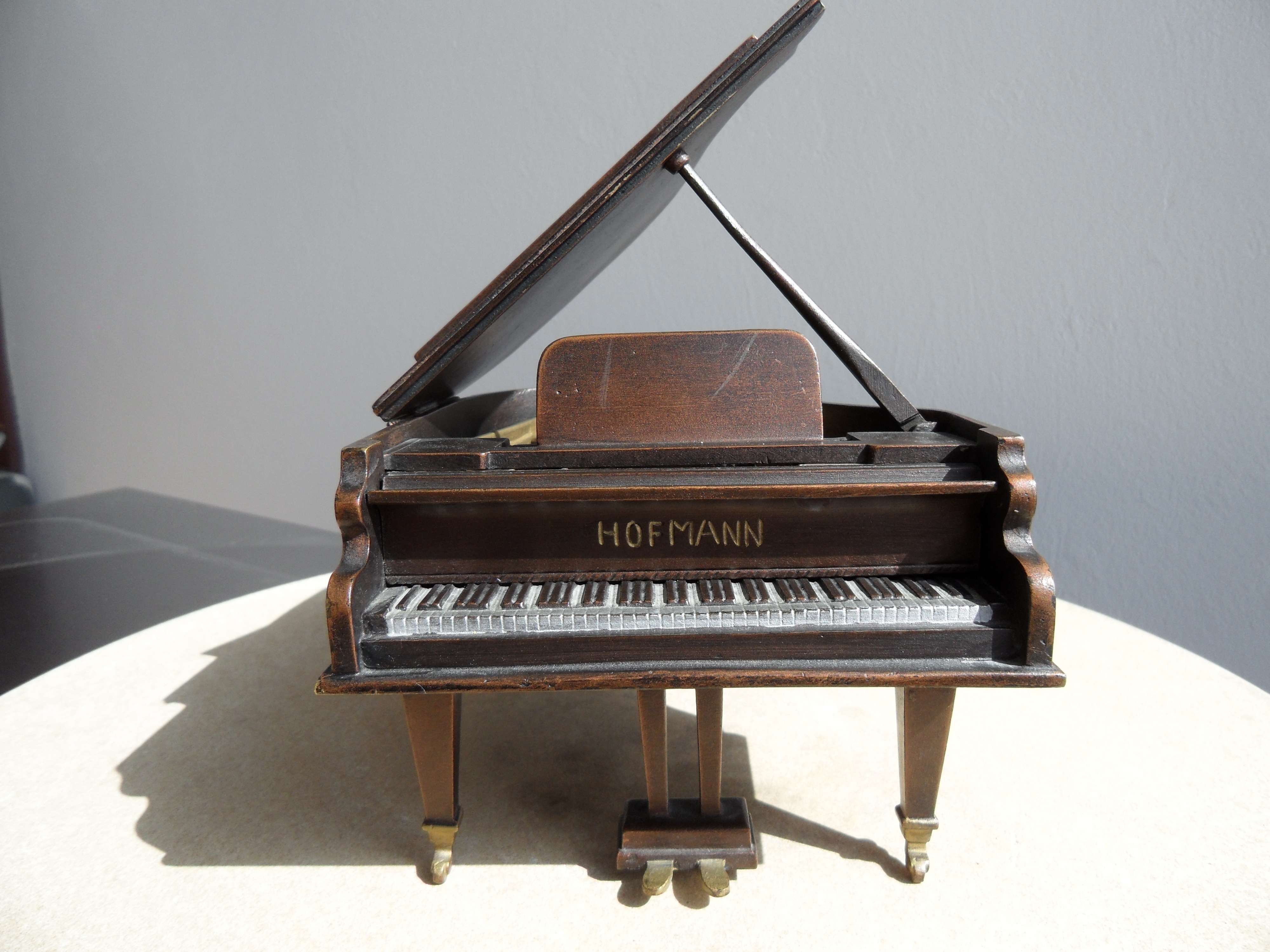
Miniatur eines Hofmann-Klaviers

Hofmann & Czerny war eine 1903 gegründete bedeutende Klavierfabrik in Wien. Die Produktion wurde 1963 eingestellt.
Unternehmensgründer war der Musikinstrumentenhersteller Julius Carl Hofmann (1873–1948).
Das Unternehmen war eine Aktiengesellschaft und hat auch viele Instrumente erzeugt, welche unter anderen Markennamen in den Handel kamen. Meist waren dies die Namen von Händlern, die nicht selbst erzeugt haben. Instrumente dieses Markennamens wurden auch in der Tschechoslowakei durch die „Jihlavská továrna, a.s.“ unter Lizenz erzeugt.